# Bois-d'Arcy (Yonne)
Bois-d'Arcy é uma comuna francesa na região administrativa de Borgonha-Franco-Condado, no departamento de Yonne. Estende-se por uma área de 3,57 km². Em 2010 a comuna tinha 25 habitantes (densidade: 7 hab./km²).